# Тихонов Віктор Михайлович
Віктор Михайлович Тихонов (рос. Виктор Михайлович Тихонов; 10 січня 1987, м. Куйбишев, СРСР) — російський хокеїст, захисник. Виступає за «Кристал» (Саратов) у Вищій хокейній лізі. 
Вихованець хокейної школи ЦСК ВВС (Самара). Виступав за: ЦСК ВВС (Самара), «Аріада-Акпарс» (Волжськ), ХК «Рязань».
Чемпіон світу 2014 року.